# Antonio Greco
Antonio Greco (La Paz, 17 settembre 1923 – ...) è stato un calciatore boliviano con cittadinanza argentina, di ruolo difensore.

## Carriera
Prese parte con la nazionale boliviana ai Mondiali del 1950.